# Henricia longispina
Henricia longispina är en sjöstjärneart som beskrevs av Fisher 1910. Henricia longispina ingår i släktet Henricia och familjen krullsjöstjärnor.

## Underarter
Arten delas in i följande underarter:
- H. l. aleutica
- H. l. longispina